# گیاه‌پارچ تای
گیاه‌پارچ تای (نام علمی: Nepenthes thai) نام یک گونه از سرده گیاه پارچ است.